# Daours
Daours település Franciaországban, Somme megyében. Lakosainak száma 755 fő (2022. január 1.). Daours Pont-Noyelles, Aubigny, Blangy-Tronville, Bussy-lès-Daours, Corbie, Lamotte-Brebière és Vecquemont községekkel határos.

## Népesség
A település népességének változása:
| Lakosok száma | 836  | 831  | 830  | 797  | 780  | 776  | 773  | 773  | 755  |
|               | 2013 | 2015 | 2016 | 2017 | 2018 | 2019 | 2020 | 2021 | 2022 |